# Naturreservat Udava

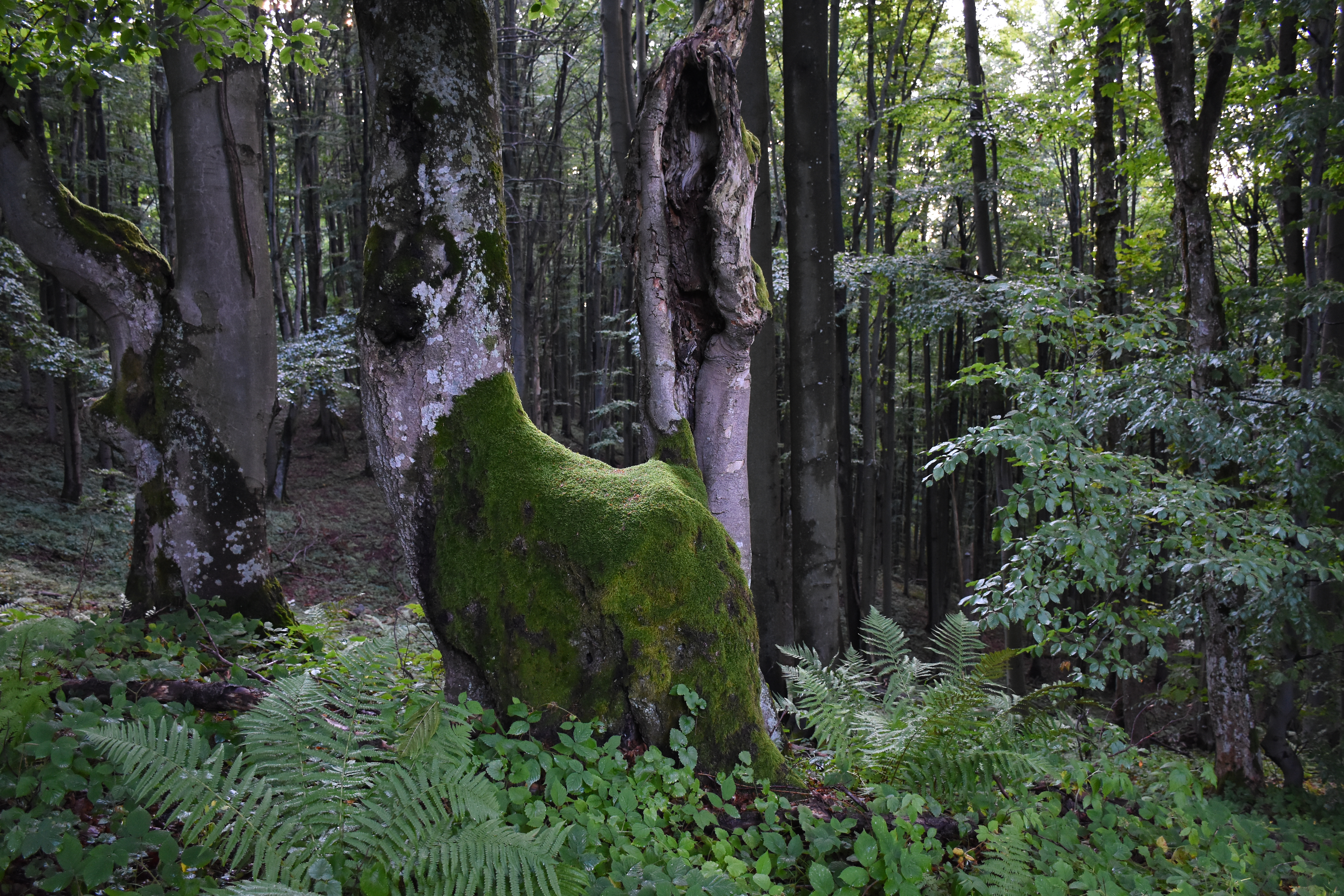
Naturreservat Udava

Das Naturreservat Udava ist ein Naturreservat in der Slowakei, ein karpatischer Buchenurwald im Quellbereich des Flusses Udava im Gebirgszug Bukovské vrchy. Es befindet sich im äußersten Nordosten der Slowakei an der polnisch-slowakischen Grenze auf dem Katastralgebiet von Osadné und Hostovice und ist ein Teil des Nationalparks Poloniny.
Das Naturreservat wurde 1982 eingerichtet und war ursprünglich 52,09 ha groß ist, nach einer Erweiterung im Jahr 2005 beträgt die Fläche 391,98 ha. Grund für den Schutz unter der vierten Stufe ist die Anwesenheit ursprünglicher Buchen- und Tannenwälder und die Varietät innerhalb der Vegetationszonen. Weiter ist die Anwesenheit von Wild sowie von Wölfen, Luchsen und Bären von Bedeutung, zeitweise sind auch Wisente aus dem angrenzenden polnischen Bieszczady-Nationalpark zu sehen.
Seit 2007 ist Udava (zuerst als Teil des Schutzgebiets Stužica-Bukovské vrchy) mit anderen drei slowakischen und sechs ukrainischen Naturschutzgebieten Teil des UNESCO-Welterbes „Buchenurwälder in den Karpaten“ (heute Buchenurwälder und Alte Buchenwälder der Karpaten und anderer Regionen Europas). Nach einer Gebietsanpassung im Jahr 2021 wurde Udava von Stužica-Bukovské vrchy ausgegliedert und ist ein eigenständiges Gebiet mit 455,79 ha großer Kernzone und 853,91 ha großer Schutzzone.